# Хроника Прокоша
Хроника Прокоша (пол. Kronika polska przez Prokosza w wieku X napisana, z dodatkami z Kroniki Kagnimira, pisarza wieku XI, i z przypisami krytycznymi komentatora wieku XVIII pierwszy raz wydrukowana z rękopisma nowo wynalezionego) — так называемая Славяно-сарматская хроника, мнимого летописца Прокоша 936 года, на самом деле подделка Пшибыслава Дыяментовского (1694—1774), или, как утверждает Петр Боронь, товарищеская шутка ок. 1825 года, написанная генералом Францишком Моравским. Хроника впервые опубликована Ипполитом Ковнацким в Варшаве в 1825 году. Прокош якобы был монахом бенедиктинского ордена, умершим в 986 году.
Рукопись хроники был подарена Юлиану Немцовичу Францишком Моравским, который якобы купил ее в одном из еврейских магазинчиков в Люблине. Немцевич, убежденный в подлинности произведения, представил его в Варшавском обществе друзей наук. В том же году рукопись издал Ипполит Ковнацкий, который также перевел текст хроники на латынь.
Хроника приобрела большую популярность как одно из первых упоминаний Польши — 936 год. Существование Польши как независимой нации было продлено на несколько поколений до общепринятой даты. Также хроника описывала связи между средневековыми поляками и древними сарматами и народами Восточной Индии.
Подделку, уже в течение года после издания, раскрыл Иоахим Лелевель, найдя в Вильно её рукопись, датированную 21 июнем 1764 года, и указав на Дыяментовского как на её автора, затем сделал критический разбор её содержания. Пшибыслав Дыяментовский был широко известен как фальсификатор исторических документов, он занимался созданием ложных генеалогий магнатских родов и подделкой исторических источников, описывающих древнейшую историю Польши.